# Vanylvsfjord
Der Vanylvsfjord  (norwegisch Vanylvsfjorden) ist ein Fjord an der Westküste Norwegens unmittelbar nordöstlich der Halbinsel Stadlandet. Er trennt das Fylke Vestland vom Fylke Møre og Romsdal. Bei Slagnes, einer Siedlung an der Spitze der gleichnamigen Halbinsel, gabelt sich der Fjord in zwei Endausläufer, den etwa 5 km langen Syltefjord im Südosten bis nach Sylte und den 8 km langen Kjødepollen bis Kjøde (in der Kommune Stad) im Südwesten.

## Geographie
Der Fjord gehört verwaltungstechnisch zu den beiden Kommunen Vanylven in der Provinz Møre og Romsdal und Stad in der Provinz Vestland. Er beginnt im Norden bei den Haugsholmen-Inseln am südlichen Ende der Vanylvsgap, einer Bucht des Europäischen Nordmeers. Das Haugsholmen Leuchtfeuer auf der kleinen Insel Flekøy sichert dort die Einfahrt zum Vanylvsfjord. Von dort erstreckt er sich über eine Länge von 22 km bis zu der Siedlung Kjøde am Ende des Kjødepollens in der Kommune Selje. Abgesehen von dem nur etwa 1 km breiten Endbereich im Kjødspollen variiert die Breite zwischen 3 und 5 km. Die größte Wassertiefe ist 252 m östlich der kleinen Halbinsel Rivjehornet, nordöstlich der Siedlung Borgundsvåg, an der Einfahrt zum Fjord.

## Siedlungen

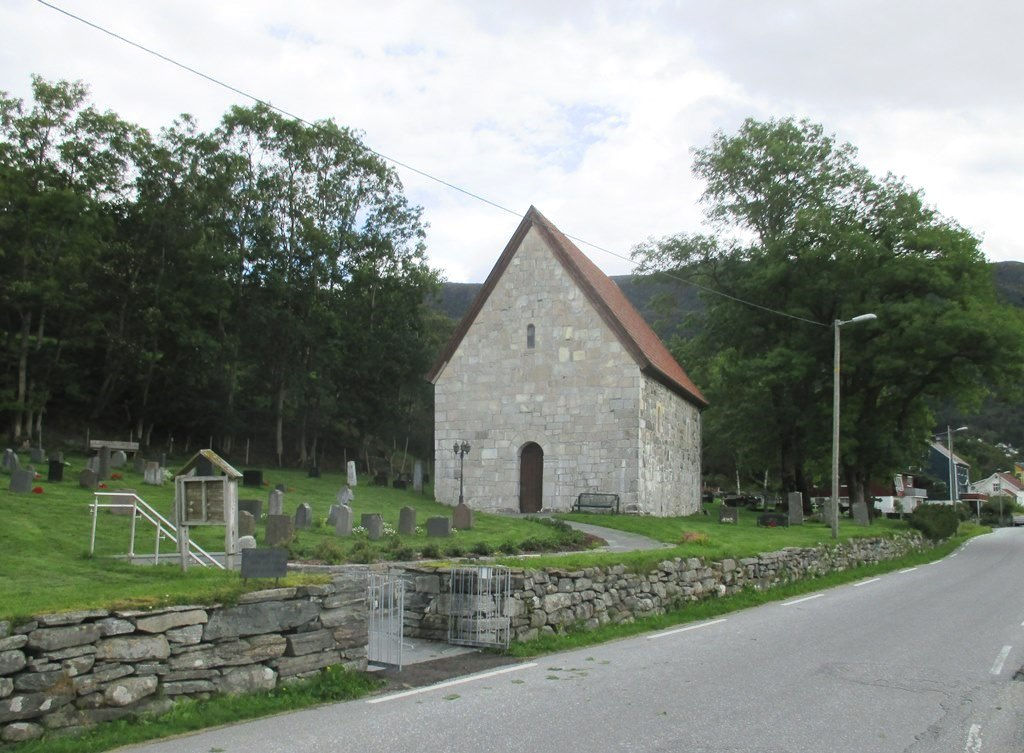
Die St. Jetmund-Kirche in Åheim

An beiden Fjordufern liegen kleine Dörfer, Weiler und Streusiedlungen, die durch Uferstraßen miteinander verbunden sind. Auf Stadlandet, an der Westseite des Fjords in der Kommune Stad, liegen Borgundvåg im Norden und weiter südlich Leikanger (etwa 400 Einwohner) sowie Kjøde am Ende des Kjødepollens. Zwischen diesen Siedlungen liegen entlang dem Ufer zahlreiche Einzelhäuser.
Auf dem Ost- und Südufer, in der Kommune Vanylven, ist es ebenso. Gegenüber von Borgundvåg liegt Hakallestranda. Weiter südlich, kurz vor dem Beginn des Syltefjords, liegt das Dorf Fiskå (auch Fiskåbygd, etwa 350 Einwohner), das Verwaltungszentrum der Kommune Vanylven. Ihm gegenüber, auf der Südseite des Fjords, liegt Slagnes mit der Gemeindekirche von Vanylven. Am Ende des Syltefjords liegt der Weiler Sylte. Etwa 5 km weiter westlich, am Ostufer des Kjødepollens, liegt das große Dorf Åheim (rund 900 Einwohner) mit der Sankt-Jetmund-Kirche aus dem Jahre 1155. Dort mündet der südlich von dem Stausee Gusdalsvatn herabfließende Åheimselv in den Kjødepollen. Viele der Einwohner von Åheim sind in der Gewinnung von Olivin beschäftigt.

## Verkehrsinfrastruktur

### Straßen
Die Provinzstraße Fv 620 verbindet die Siedlungen entlang dem gesamten Westufer und um den Kjødepollen im Süden bis nach Åheim. Dort ist die Anbindung an die Fv 61, die um die gesamte Halbinsel Slagnes und danach um den Syltefjord bis nach Fiskå verläuft. Von Fiskå nach Norden führt dann die Fv 2 am Ostufer des Fjords entlang.

### Schiffstunnelplanung
Wegen der oft sehr schweren Wetter- und Meeresverhältnisse, mit den gefährlichen Kreuzseen, vor der Halbinsel Stadlandet ist der Bau eines Schiffstunnels, des Stad Skipstunnel in Planung, der den an seiner schmalsten Stelle etwa 1,7 km breiten Isthmus zwischen dem Moldefjord im Westen und dem Vanylvsfjord im Osten unterqueren soll. Der Tunnel selbst soll 49 Meter hoch, 36 Meter breit und 1,7 Kilometer lang werden und bei einer Wassertiefe von 12 Metern eine Durchfahrtshöhe von 37 Metern und eine Durchfahrtsbreite von 26,5 Metern haben. Der Baubeginn ist für das Jahr 2020 geplant, vier Jahre später sollen die ersten Schiffe hindurchfahren können. Das Projekt soll 2,7 Milliarden norwegische Kronen kosten.